# Redwoods
Pour plus de détails, voir Fiche technique et Distribution.
Redwoods est un film américain réalisé par David Lewis, sorti en 2009.

## Synopsis
Alors qu'il visite Redwoods, Un homme homosexuel pris dans une relation stagnante voit sa vie bouleversée par la rencontre avec un écrivain.

## Fiche technique
- Titre : Redwoods
- Réalisation : David Lewis
- Scénario : David Lewis
- Musique : Jack Curtis Dubowsky
- Photographie : Joe Rivera
- Montage : Mathias Hilger
- Production : Bill Gollihur
- Société de production : Funny Boy Films
- Pays :  États-Unis
- Genre : Drame et romance
- Durée : 82 minutes
- Dates de sortie : 
  -  États-Unis : 8 décembre 2009 (DVD)

## Distribution
- Matthew Montgomery : Chase
- Tad Coughenour : Miles
- Caleb Dorfman : Billy
- Brendan Bradley : Everett Forster
- Simon Burzynski : Shane
- Clara Brighton : Anna
- Laurie Burke : Jessica
- Elinor Bell : Tess Forster
- Cole Panther : Woodson Forster
- Libby Zilber : DeeDee
- Bill Gollihur : le touriste

## Accueil

### Critique
Dennis Harvey pour Variety qualifie le film de « romance gay anodine » qui aurait eu besoin de personnages plus développés

### Distinctions
Le film a remporté l'Iris Prize du meilleur long métrage.